# Maiden Japan
A Maiden Japan (egyes kiadások esetén Heavy Metal Army) az Iron Maiden brit heavy metal együttes koncert EP-je, melyet Japánban, Nagoja városában rögzítettek, 1981. május 23-án adott fellépésükön. Az album címe egyfajta szójáték, ami a Deep Purple 1972-es, Made in Japan című, híres koncertlemezére utal.
A lemez két különböző számlistával jelent meg. Japánban és Európában egy négyszámos változat jelent meg, a világ többi részén pedig a Wrathchild dallal kibővített verzió. Ez volt az utolsó hivatalos Iron Maiden kiadvány, amelyen Paul Di’Anno énekes szerepelt.

## Borító
Az eredeti borító, amelyből mindössze 25.000 példányt nyomtattak Venezuelában, a zenekar kabalafiguráját, Eddie-t ábrázolja, ahogy az énekes Paul Di’Anno levágott fejét tartja a kezében. A borítócsere rövid időn belül megtörtént, miután a zenekar menedzsere, Rod Smallwood, egy próbanyomatot kapott felülvizsgálatra, és felkavarta Di’Anno ilyetén ábrázolása, mivel akkor már az énekes leváltásán dolgoztak.

## A koncert teljes felvétele
2008 novemberében, 27 év elteltével, az 1981-es nagojai koncert bootleg-felvétele teljes egészében kiadásra került a japán Tarantura gondozásában. Ez a felvétel igazolja, hogy aznap este kétszer adták elő a Running Free dalt, és a több mint másfél órás műsor 18 számból állt. Ez volt az egyik leghosszabb program, amit Paul Di’Anno idején játszott az Iron Maiden.

## Az album dalai
| 1. | Running Free      | Paul Di’Anno, Steve Harris | 3:10 |
| 2. | Remember Tomorrow | Di'Anno, Harris            | 5:45 |
| 3. | Killers           | Di'Anno, Harris            | 4:52 |
| 4. | Innocent Exile    | Harris                     | 4:02 |

| 1. | Running Free      | Paul Di’Anno, Steve Harris | 3:10 |
| 2. | Remember Tomorrow | Di'Anno, Harris            | 5:45 |
| 3. | Wrathchild        | Harris                     | 2:52 |
| 4. | Killers           | Di'Anno, Harris            | 4:52 |
| 5. | Innocent Exile    | Harris                     | 4:02 |

## Közreműködők
- Paul Di’Anno – ének
- Dave Murray – gitár
- Adrian Smith – gitár, vokál
- Steve Harris – basszusgitár, vokál
- Clive Burr – dob

## Fordítás
- Ez a szócikk részben vagy egészben  a   Maiden Japan című angol Wikipédia-szócikk fordításán alapul.  Az eredeti cikk szerkesztőit annak laptörténete sorolja fel. Ez a jelzés csupán a megfogalmazás eredetét és a szerzői jogokat jelzi, nem szolgál a cikkben szereplő információk forrásmegjelöléseként.